# 北秋田市民病院
北秋田市民病院（きたあきたしみんびょういん）は秋田県北秋田市の郊外にある医療機関。北秋田地域唯一の総合病院である。

## 概要
北秋田市内の北秋中央病院（JA秋田厚生連運営）、公立米内沢総合病院（もとは、上小阿仁村との組合立病院だったが、2011年4月1日より、北秋田市立米内沢診療所へ改組）、北秋田市立阿仁診療所の3病院の機能を再編統合し、2010年4月1日に開院した。秋田県厚生農業協同組合連合会（JA秋田厚生連）を指定管理者とする秋田県初の公設民営方式で運営される。
北秋田市の旧自治体のうちの3町（鷹巣町・合川町・森吉町）の交わる地点にあり、北欧の杜公園が隣接する自然豊かな場所に立地する。
開院当初からの慢性的な多額の赤字を計上しており、医師数が予定数を確保できておらず、当初指定されるはずであった地域がん診療連携拠点病院、救命救急センターも要件を満たせず指定を見送られるなど、計画通りの医療施設にはなっていなかったが、2018年4月1より、秋田厚生医療センターとのグループ指定による、地域がん診療病院に指定された。
また、病院内で処置できずに大館市立総合病院へ搬送する病院間搬送も2010年から増加傾向にある。
人口減少が進む中で、2025年度から4つの病棟を3つの病棟に再編し、入院可能なベッド数も45床減らして177床となる。

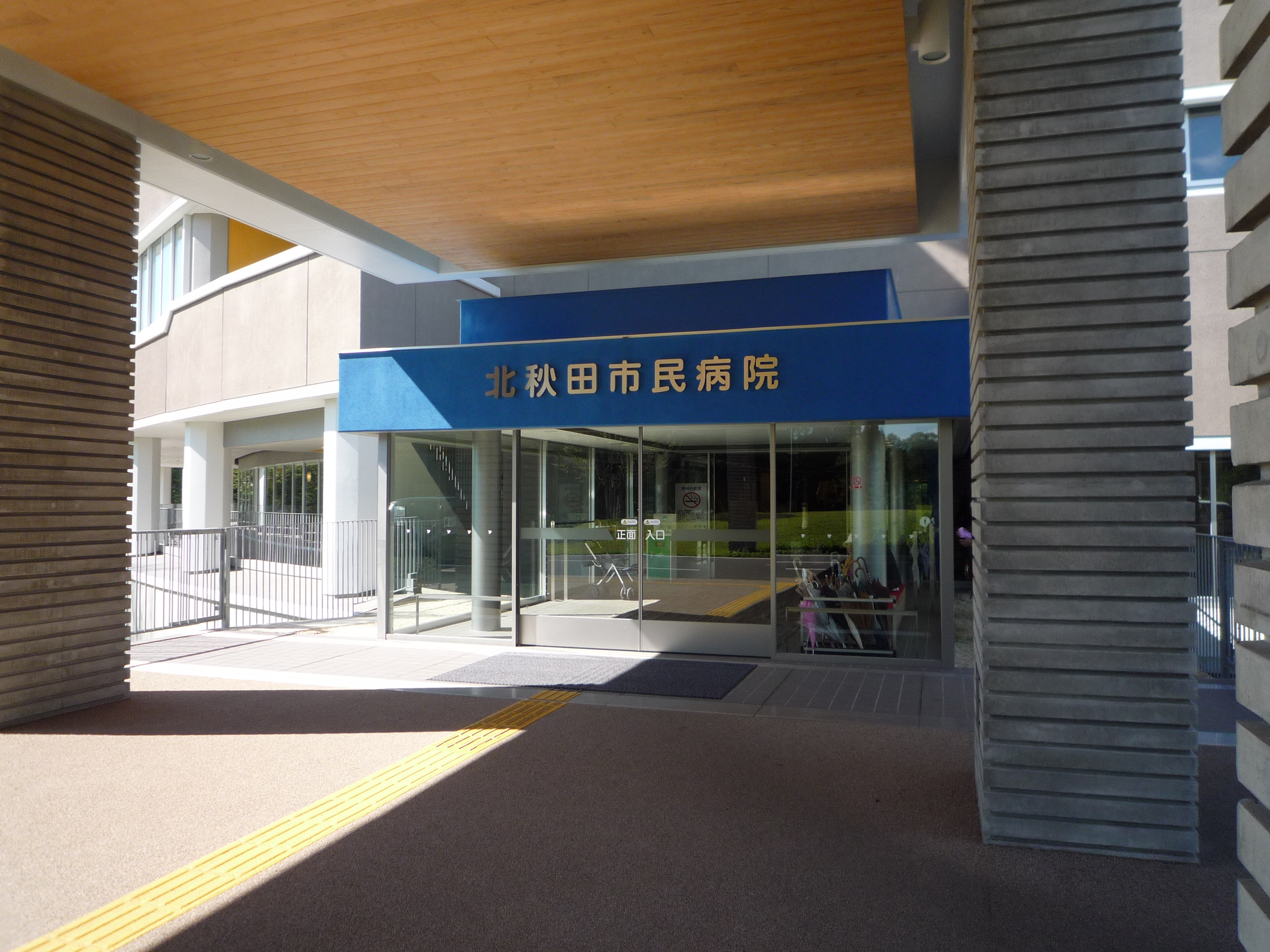
正面入口
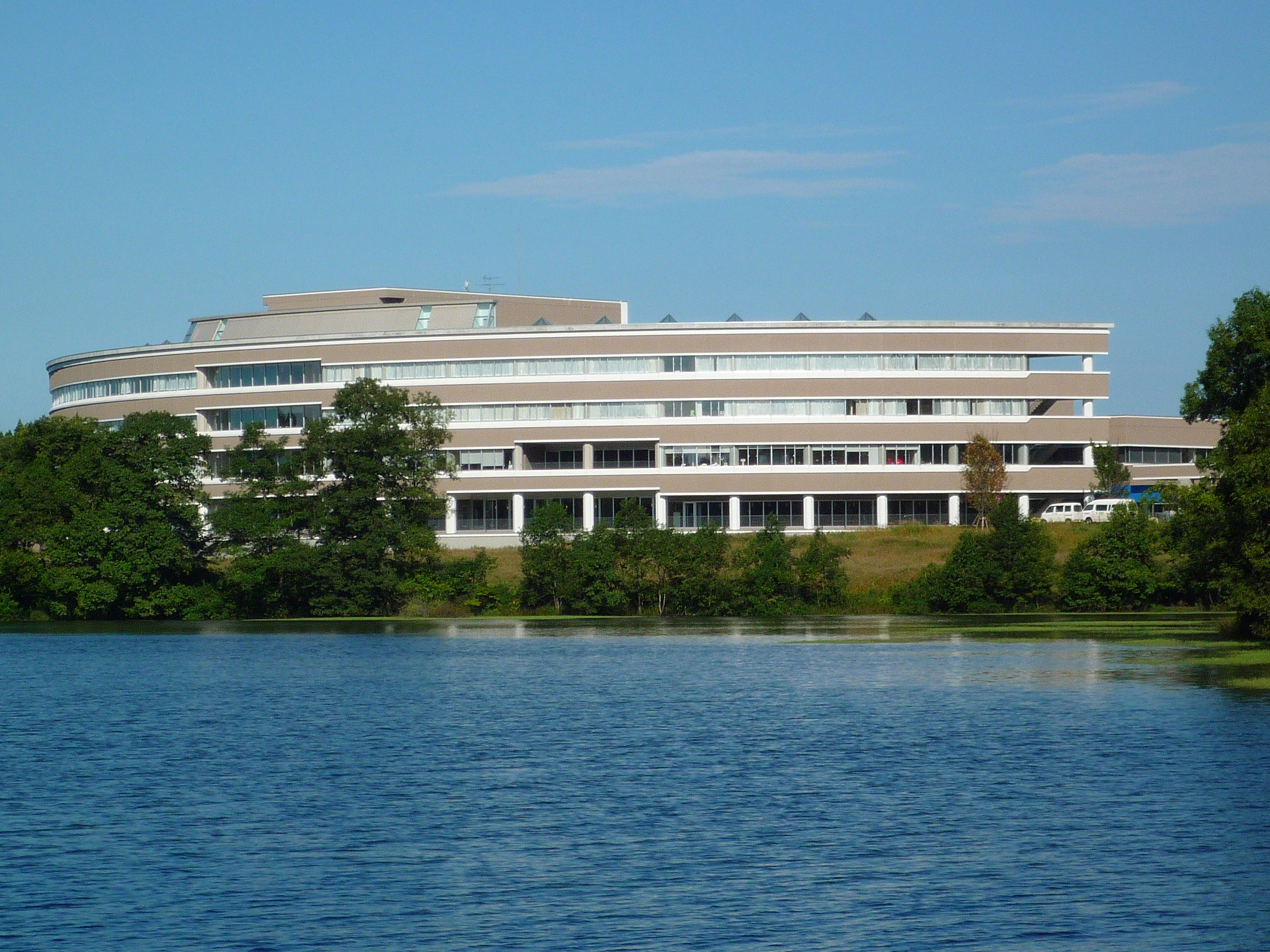
南方向

## 沿革
- 2010年4月1日 - 市内にある3つの公立病院（北秋中央病院・公立米内沢総合病院・北秋田市立阿仁診療所）の機能を再編統合し、開院。
- 2018年3月22日 - 地域がん診療病院に指定される[10]。

## 保険指定施設
- 保険医療機関
- 救急告示病院[1]
- 指定療育機関
- DPC対象病院
- 災害拠点病院
- へき地拠点病院
- 臨床研修指定病院
- 労災保険指定医療機関
- 第二種感染症指定医療機関
- 生活保護法指定医療機関 結核指定医療機関
- 小児慢性特定疾患治療研究事業委託医療機関
- 母体保護法指定医の配置されている医療機関
- 指定自立支援医療機関（更生医療・精神通院医療）
- 身体障害者福祉法指定医の配置されている医療機関
- 特定疾患治療研究事業委託医療機関 指定養育医療機関

## 診療科等
- 内科
- 呼吸器内科
- 循環器内科
- 消化器内科
- 小児科
- 精神科
- 外科
- 整形外科
- 脳神経外科
- 心臓血管外科
- 産婦人科
- 眼科
- 耳鼻咽喉科
- 麻酔科
- 泌尿器科
- 放射線科
- 歯科口腔外科
- 神経内科
- 皮膚科
- リハビリテーション科
- 形成外科

## 認定専門医人数
専門医の人数は「あきた医療情報ネットワーク」が公開している数値による。 2019年1月31日 更新
- 公益社団法人
  - 日本小児科学会 小児科専門医 1人
  - 日本口腔外科学会 口腔外科専門医 1人
  - 日本整形外科学会 整形外科専門医 2人
  - 日本産科婦人科学会 産婦人科専門医 1人
- 一般社団法人
  - 日本外科学会 外科専門医 3人
  - 日本透析医学会 透析専門医 1人
  - 日本内科学会 総合内科専門医 1人
  - 日本循環器学会 循環器専門医 1人
  - 日本泌尿器科学会 泌尿器科専門医 1人
  - 日本リウマチ学会 リウマチ専門医 1人
  - 日本消化器病学会 消化器病専門医 1人
  - 日本消化器外科学会 消化器外科専門医 1人

## アクセス
公共交通機関は路線バスと乗合タクシーだけで、最寄りの大野台駅からは2キロ以上離れている。また近隣（約5キロ）に大館能代空港があるが、直通する交通機関は設定されていない。
路線バス
秋北バスが運行している。以下の路線に乗車（※は終点の路線）
- 沖田面線
- ※北秋田市民病院行
- ※打当発北秋田市民病院行

北秋田市民病院前バス停下車。
乗合タクシー
合川地区
- デマンド型乗合タクシー ※利用者登録・予約制、土日祝日・年末年始は運休
  - 市民病院南線 （週5日運行）[12]
    - 本城 - 御嶽 - 向本城 - 道城 - 上杉方面

  - 市民病院西線（合川駅前経由）
    - 羽立 - 羽根山 - 福田 - 新田目方面

- 乗合タクシー ※月・火・水曜日運行、祝日・年末年始等は運休[13]
  - 増沢 - 市民病院線

車
- 大館能代空港インターチェンジから車で約10分
- 駐車場 624台（無料）